# 백색 테러
백색 테러(白色 - , 영어: white terror)는 정치적 목적 달성을 위하여 암살·파괴 등을 수단으로 하는 테러의 일종으로서 그 행위 주체가 극우 내지 우파인 경우 좌파에 의한 적색 테러(red terror)와 구별하여 사용한다. 역사적으로 1795년 프랑스 혁명중에 혁명파에 대한 왕당파의 보복이 그 시작으로 꼽힌다. 미국의 악명 높은 인종차별 테러단체인 KKK단이 현대의 대표적인 백색 테러 단체라고 할 수 있다.

## 기원
‘백색’을 사용하는 기원은 프랑스 혁명 중 1795년 왕당파가 혁명파에게 보복한 사건으로부터 비롯되었다. 백색은 프랑스 왕국의 왕권의 상징이었던 백합의 색이었는데, 프랑스에서 백색이란 왕권이나 왕당파를 의미하는 색이었다. 왕당파가 혁명파에게 보복한 사건으로부터 백색 테러라는 말이 기원하게 되었다. 이후 자코뱅의 공포정치에 대항한 테르미도르의 반동, 루이 왕조에 의한 보나파르트파에 대한 탄압, 파리코뮌의 실패 후 베르사유파의 대량 학살도 백색 테러에 해당한다.

## 참고 자료
- 이 문서에는 다음커뮤니케이션(현 카카오)에서 GFDL 또는 CC-SA 라이선스로 배포한 글로벌 세계대백과사전의 내용을 기초로 작성된 글이 포함되어 있습니다.

## 같이 보기
- 테러리즘
- 자살 공격